# Aurelio Vidmar
Aurelio Vidmar (Adelaide, 3 februari 1967) is een Australisch voetbalcoach en voormalig profvoetballer van Italiaans-Sloveense afkomst. Hij beëindigde in 2005 zijn profcarrière om trainer te worden bij Adelaide United FC. Aurelio Vidmar is de oudere broer van Tony Vidmar, die bij onder andere NAC Breda en Glasgow Rangers speelde. In 1994 werd Vidmar verkozen tot Oceanisch Voetballer van het Jaar.

## Clubcarrière
Vidmar begon zijn loopbaan als profvoetballer bij Adelaide City in 1985. In 1991 vertrok hij naar België waar hij voor KV Kortrijk (1991/1992), KSV Waregem (1992-1994) en Standard Luik (1994/1995) speelde. Bij Standard werd Vidmar topscorer van de Eerste Klasse in een sterke ploeg met onder andere Gilbert Bodart, Marc Wilmots en Philippe Léonard. Dit leverde hem in 1995 een transfer op naar Feyenoord, waar Vidmar slechts een half seizoen speelde en maar twee keer wist te scoren. De tweede helft van het seizoen vertrok hij op huurbasis naar FC Sion waar de Belgisch topscorer wel doeltreffender bleek.
Toch zou hij een grotere rol in de geschiedenis van Feyenoord krijgen dan hij bij zijn vertrek zou hebben gedacht. De transfer van Vidmar naar Feyenoord bleek onderdeel te zijn van de FIOD-affaire bij Feyenoord, een jarenlang conflict tussen Feyenoord, voorzitter Jorien van den Herik en de FIOD. Feyenoord werd in deze zaak uiteindelijk vrijgesproken.
Via het Spaanse CD Tenerife (1996/1997) en het Japanse Sanfrecce Hiroshima (1997-1999) keerde Vidmar in 1999 terug bij Adelaide City. Toen deze club in 2003 uit de National Soccer League stapte, vertrok Vidmar naar stadsgenoot Adelaide United.

## Interlandcarrière
Vidmar speelde 44 interlands voor het Australisch nationaal elftal. Hij maakte hierin zeventien doelpunten, waaronder één in de verloren play-off voor het WK 1994 tegen Argentinië. Vidmar behoorde tot de selecties van de Socceroos voor de Confederations Cup 1997 en de Confederations Cup 2001. Daarnaast was hij actief op de Olympische Spelen van 1996 in Atlanta.
| Interlands van Aurelio Vidmar voor Australië | Interlands van Aurelio Vidmar voor Australië | Interlands van Aurelio Vidmar voor Australië | Interlands van Aurelio Vidmar voor Australië | Interlands van Aurelio Vidmar voor Australië | Interlands van Aurelio Vidmar voor Australië |
| №                                            | Datum                                        | Wedstrijd                                    | Uitslag                                      | Competitie                                   | Goals                                        |
| -------------------------------------------- | -------------------------------------------- | -------------------------------------------- | -------------------------------------------- | -------------------------------------------- | -------------------------------------------- |
| 1                                            | 30 Jan 1991                                  | Australië – Tsjecho-Slowakije                | 0–1                                          | Oefeninterland                               |                                              |
| 2                                            | 04 Feb 1991                                  | Australië – Tsjecho-Slowakije                | 0–2                                          | Oefeninterland                               |                                              |
| 3                                            | 12 May 1991                                  | Nieuw-Zeeland – Australië                    | 0–1                                          | Southern Cross Cup                           |                                              |
| 4                                            | 15 May 1991                                  | Australië – Nieuw-Zeeland                    | 2–1                                          | Southern Cross Cup                           |                                              |
| 5                                            | 01 Jun 1991                                  | Australië – Engeland                         | 0–1                                          | Oefeninterland                               |                                              |
| 6                                            | 14 Jun 1991                                  | Zuid-Korea – Australië                       | 0–0                                          | Presidents Cup                               |                                              |
| 7                                            | 14 Jun 1992                                  | Verenigde Staten – Australië                 | 0–1                                          | Oefeninterland                               |                                              |
| 8                                            | 18 Jun 1992                                  | Argentinië – Australië                       | 2–0                                          | Oefeninterland                               |                                              |
| 9                                            | 06 Jun 1993                                  | Australië – Nieuw-Zeeland                    | 3–0                                          | WK-kwalificatie                              |                                              |
| 10                                           | 15 Aug 1993                                  | Australië – Canada                           | 2–1                                          | WK-kwalificatie                              |                                              |
| 11                                           | 31 Oct 1993                                  | Australië – Argentinië                       | 1–1                                          | WK-kwalificatie                              |                                              |
| 12                                           | 17 Nov 1993                                  | Argentinië – Australië                       | 1–0                                          | WK-kwalificatie                              |                                              |
| 13                                           | 22 May 1994                                  | Japan – Australië                            | 1–1                                          | Kirin Cup                                    |                                              |
| 14                                           | 26 May 1994                                  | Australië – Frankrijk                        | 0–1                                          | Kirin Cup                                    |                                              |
| 15                                           | 08 Jun 1994                                  | Australië – Zuid-Afrika                      | 1–0                                          | Oefeninterland                               |                                              |
| 16                                           | 12 Jun 1994                                  | Australië – Zuid-Afrika                      | 1–0                                          | Oefeninterland                               |                                              |
| 17                                           | 11 Feb 1995                                  | Australië – Colombia                         | 0–1                                          | Oefeninterland                               |                                              |
| 18                                           | 15 Feb 1995                                  | Australië – Japan                            | 2–1                                          | Oefeninterland                               |                                              |
| 19                                           | 21 Jun 1995                                  | Australië – Ghana                            | 1–0                                          | Oefeninterland                               |                                              |
| 20                                           | 27 Mar 1996                                  | Schotland – Australië                        | 1–0                                          | Oefeninterland                               |                                              |
| 21                                           | 12 Mar 1997                                  | Macedonië – Australië                        | 0–1                                          | Oefeninterland                               |                                              |
| 22                                           | 02 Apr 1997                                  | Hongarije – Australië                        | 1–3                                          | Oefeninterland                               |                                              |
| 23                                           | 11 Jun 1997                                  | Australië – Salomonseilanden                 | 13–0                                         | WK-kwalificatie                              |                                              |
| 24                                           | 13 Jun 1997                                  | Australië – Tahiti                           | 5–0                                          | WK-kwalificatie                              |                                              |
| 25                                           | 17 Jun 1997                                  | Australië – Salomonseilanden                 | 6–2                                          | WK-kwalificatie                              |                                              |
| 26                                           | 19 Jun 1997                                  | Australië – Tahiti                           | 2–0                                          | WK-kwalificatie                              |                                              |
| 27                                           | 28 Jun 1997                                  | Nieuw-Zeeland – Australië                    | 0–3                                          | WK-kwalificatie                              |                                              |
| 28                                           | 06 Jul 1997                                  | Australië – Nieuw-Zeeland                    | 2–0                                          | WK-kwalificatie                              |                                              |
| 29                                           | 01 Oct 1997                                  | Tunesië – Australië                          | 0–3                                          | Oefeninterland                               |                                              |
| 30                                           | 22 Nov 1997                                  | Iran – Australië                             | 1–1                                          | WK-kwalificatie                              |                                              |
| 31                                           | 29 Nov 1997                                  | Australië – Iran                             | 2–2                                          | WK-kwalificatie                              |                                              |
| 32                                           | 12 Dec 1997                                  | Australië – Mexico                           | 3–1                                          | Confederations Cup                           |                                              |
| 33                                           | 14 Dec 1997                                  | Australië – Brazilië                         | 0–0                                          | Confederations Cup                           |                                              |
| 34                                           | 16 Dec 1997                                  | Saoedi-Arabië – Australië                    | 1–0                                          | Confederations Cup                           |                                              |
| 35                                           | 19 Dec 1997                                  | Australië – Uruguay                          | 1–0                                          | Confederations Cup                           |                                              |
| 36                                           | 21 Dec 1997                                  | Brazilië – Australië                         | 6–0                                          | Confederations Cup                           |                                              |
| 37                                           | 09 Jun 2000                                  | Australië – Paraguay                         | 0–0                                          | Oefeninterland                               |                                              |
| 38                                           | 12 Jun 2000                                  | Australië – Paraguay                         | 0–0                                          | Oefeninterland                               |                                              |
| 39                                           | 23 Jun 2000                                  | Australië – Salomonseilanden                 | 6–0                                          | Oceania Nations Cup                          |                                              |
| 40                                           | 25 Jun 2000                                  | Vanuatu – Australië                          | 0–1                                          | Oceania Nations Cup                          |                                              |
| 41                                           | 28 Jun 2000                                  | Australië – Nieuw-Zeeland                    | 2–0                                          | Oceania Nations Cup                          |                                              |
| 42                                           | 28 Feb 2001                                  | Colombia – Australië                         | 3–2                                          | Oefeninterland                               |                                              |
| 43                                           | 11 Apr 2001                                  | Australië – Amerikaans-Samoa                 | 31–0                                         | WK-kwalificatie                              |                                              |
| 44                                           | 16 Apr 2001                                  | Australië – Samoa                            | 11–0                                         | WK-kwalificatie                              |                                              |
| 45                                           | 03 Jun 2001                                  | Zuid-Korea – Australië                       | 1–0                                          | Confederations Cup                           |                                              |

## Trainerscarrière
In 2004 beëindigde Vidmar zijn carrière als profvoetballer en ging hij aan de slag als trainer bij Adelaide United. Van 2005 tot 2007 was hij assistent van John Kosmina, van 2007 tot 2010 was Vidmar hoofdcoach. Na het ontslag van Holger Osieck trad Vidmar, op dat moment assistent bij de Australische nationale ploeg, kortstondig op als interim-bondscoach. Hij zat op de bank als technisch eindverantwoordelijke tijdens de oefeninterland op 15 oktober 2013 tegen Canada. Australië won het duel, gespeeld in Craven Cottage in Londen, met 3-0 door treffers van achtereenvolgens Joshua Kennedy, Dario Vidošić en Mathew Leckie.

## Clubstatistieken
| seizoen | club                | land                 | competitie             | duels | goals |
| ------- | ------------------- | -------------------- | ---------------------- | ----- | ----- |
| 1985    | Adelaide City       | Vlag van Australië   | National Soccer League | 8     | 1     |
| 1986    | Adelaide City       | Vlag van Australië   | Soccer League          | 26    | 2     |
| 1987    | Adelaide City       | Vlag van Australië   | National Soccer League | 26    | 5     |
| 1988    | Adelaide City       | Vlag van Australië   | National Soccer League | 22    | 5     |
| 1989    | Adelaide City       | Vlag van Australië   | National Soccer League | 25    | 5     |
| 1990    | Adelaide City       | Vlag van Australië   | National Soccer League | 27    | 8     |
| 1991/92 | KV Kortrijk         | Vlag van België      | Tweede klasse          | 30    | 10    |
| 1992/93 | KSV Waregem         | Vlag van België      | Eerste klasse          | 32    | 19    |
| 1993/94 | KSV Waregem         | Vlag van België      | Eerste klasse          | 25    | 7     |
| 1994/95 | Standard Luik       | Vlag van België      | Eerste klasse          | 32    | 22    |
| 1995/96 | Feyenoord           | Vlag van Nederland   | Eredivisie             | 15    | 2     |
| 1995/96 | FC Sion             | Vlag van Zwitserland | Super League           | 13    | 7     |
| 1996/97 | CD Tenerife         | Vlag van Spanje      | Primera División       | 25    | 1     |
| 1998    | Sanfrecce Hiroshima | Vlag van Japan       | J-League               | 19    | 0     |
| 1999    | Sanfrecce Hiroshima | Vlag van Japan       | J-League               | 15    | 4     |
| 1999/00 | Adelaide City       | Vlag van Australië   | National Soccer League | 34    | 8     |
| 2000/01 | Adelaide City       | Vlag van Australië   | National Soccer League | 21    | 4     |
| 2001/02 | Adelaide City       | Vlag van Australië   | National Soccer League | 23    | 3     |
| 2002/03 | Adelaide City       | Vlag van Australië   | National Soccer League | 32    | 6     |
| 2003/04 | Adelaide United     | Vlag van Australië   | National Soccer League | 27    | 2     |
| Totaal  | Totaal              | Totaal               | Totaal                 | 491   | 125   |